# Steinhardt-Turok-Modell
Das Steinhardt-Turok-Modell ist ein kosmologisches Nichtstandard-Modell von der Entstehung und Entwicklung des Universums, in dem die Kollisionen der Welten wiederholt stattfinden. Es stellt eine Erweiterung des ekpyrotischen Modells dar, das wiederum eine Alternative zur Inflation ist, die ihrerseits das klassische Urknallmodell ergänzt.

## Entwicklung
Die Physiker Paul Steinhardt und Neil Turok wenden dabei den Formalismus der Stringtheorien an, was aber nicht zwingend ist. Eine vierdimensionale Feldtheorie würde ebenso die Rechnungen ermöglichen. Sie postulieren, dass unser Universum aus dem Zusammenprall zweier Universen, einer Branenkollision, hervorgegangen sei, sodass das Phänomen Urknall erstmals in kosmologischen Modellen erklärbar wird.

## Aufbau
Die Raumzeit innerhalb der Stringkosmologie, auf der sich die Kollision ereignen soll, sei fünfdimensional (5D). In der Fachsprache wird dieses 5D-Gebilde auch Bulk genannt. Nun gibt es zwei begrenzende vierdimensionale (4D) „Wände“ dieser 5D-Raumzeit, die Branen genannt werden (eine Zeit- und drei Raumdimensionen: 3-Brane). Jede dieser Wände repräsentiert ein Universum. Das eine sei das Vorläuferuniversum unseres heutigen Universums, das andere sei ein Paralleluniversum. Es sei nun denkbar, dass die beiden Universen nur auf der Planck-Skala voneinander entfernt wären, jedoch wären sie über eine weitere, höhere Raumdimension, eine Extradimension, getrennt.
Nur die Gravitation könne zwischen den Universen vermitteln und durch die fünfdimensionale Raumzeit gelangen. Auf diese Weise könne sich Dunkle Materie des Nachbaruniversums im unsrigen bemerkbar machen. Materie und Strahlung blieben auf ihr jeweiliges Universum beschränkt.

## Das spekulative Radionfeld
Die Ursache für die Kollision der Welten (Ekpyrosis) wird in der Dunklen Energie gesehen, die ohnehin eine entscheidende Rolle im Kosmos zu spielen scheint. Diese Energieform ist vorherrschend im beobachteten  späten Universum, wie Messungen (BOOMERANG, MAXIMA, COBE, WMAP usw.) nahelegen. Sie übertrumpft sogar die uns vertraute sichtbare, baryonische Materie plus heiße und kalte Dunkle Materie um einen Faktor 2. Paul Steinhardt postuliert ein Kraftfeld, das er Radionfeld nennt. Es manifestiere sich als zeitlich variable Dunkle Energie, also eine neue Form von Quintessenz. Das Radionfeld existiere in allen Bereichen der 5D-Raumzeit zwischen den beiden 3-Branen. Da das Radionfeld fluktuiert, induziere es Abstandsänderungen der berandenden Universen. Die Branen seien dynamisch, und es bilde sich durch die spezielle Potentialform des Feldes ein Zyklus aus Annäherung, Kollision und Entfernung aus. Diesen zyklischen Ablauf identifiziert man mit dem Begriff des zyklischen Modells. Mit jedem Urknall, der einen Anfang eines Universums bedeute, sei damit ein vorangegangener „Endknall“ assoziiert, der ein bislang existierendes Universum auslösche. Mit der Krümmungssingularität im Urknall sei daher ein verschwindender Abstand der Universen in der fünften Dimension verbunden, wobei der Raum nur in einer Extradimension kollabiere.
Dies ist eine ganz wichtige Folgerung des zyklischen Modells und ein entscheidender Unterschied zur bisherigen Sichtweise des Urknalls, wo der Raum in allen Dimensionen kollabiert. Denn das bedeutet für die wesentlichen physikalischen Parameter Temperatur und Dichte, dass sie endlich blieben und nicht divergierten. Im Kollaps wurde eine Temperatur von 1023 Kelvin abgeleitet. Nach der Kollision laufen die Branen in der fünften Dimension wieder auseinander. Steinhardt und Turok fanden eine sogenannte Attraktorlösung, die es ermögliche, dass sich die Zyklen beliebig häufig wiederholen.
Attraktiv daran ist, dass es die Verhältnisse vor dem Urknall modelliert. Ein dynamisches Bulk-Branen-System könnte daher die Frage was vor dem Urknall war, beantworten. Ähnlich wie bei den Quintessenzen gestattet das Radionfeld als dynamische Form der Dunklen Energie die Lösung der Frage, weshalb die kosmologische Konstante so klein, aber nicht null ist.
Das Modell ist jedoch spekulativ, denn die Extradimensionen, die im zyklischen Modell unbedingt erforderlich sind, konnten bislang nicht experimentell nachgewiesen werden. Abgesehen davon stellt sich auch die Frage, wie dieses Modell jemals getestet werden könnte, selbst wenn irgendwann die Existenz der Extradimensionen bewiesen wäre. Denn für einen experimentellen Test müsste Information aus dem Vorläuferzustand in unser jetziges Universum gelangen. Laut zyklischem Modell käme dafür als einziger Überträger nur die Gravitation in Frage.